# Ökna, Floda

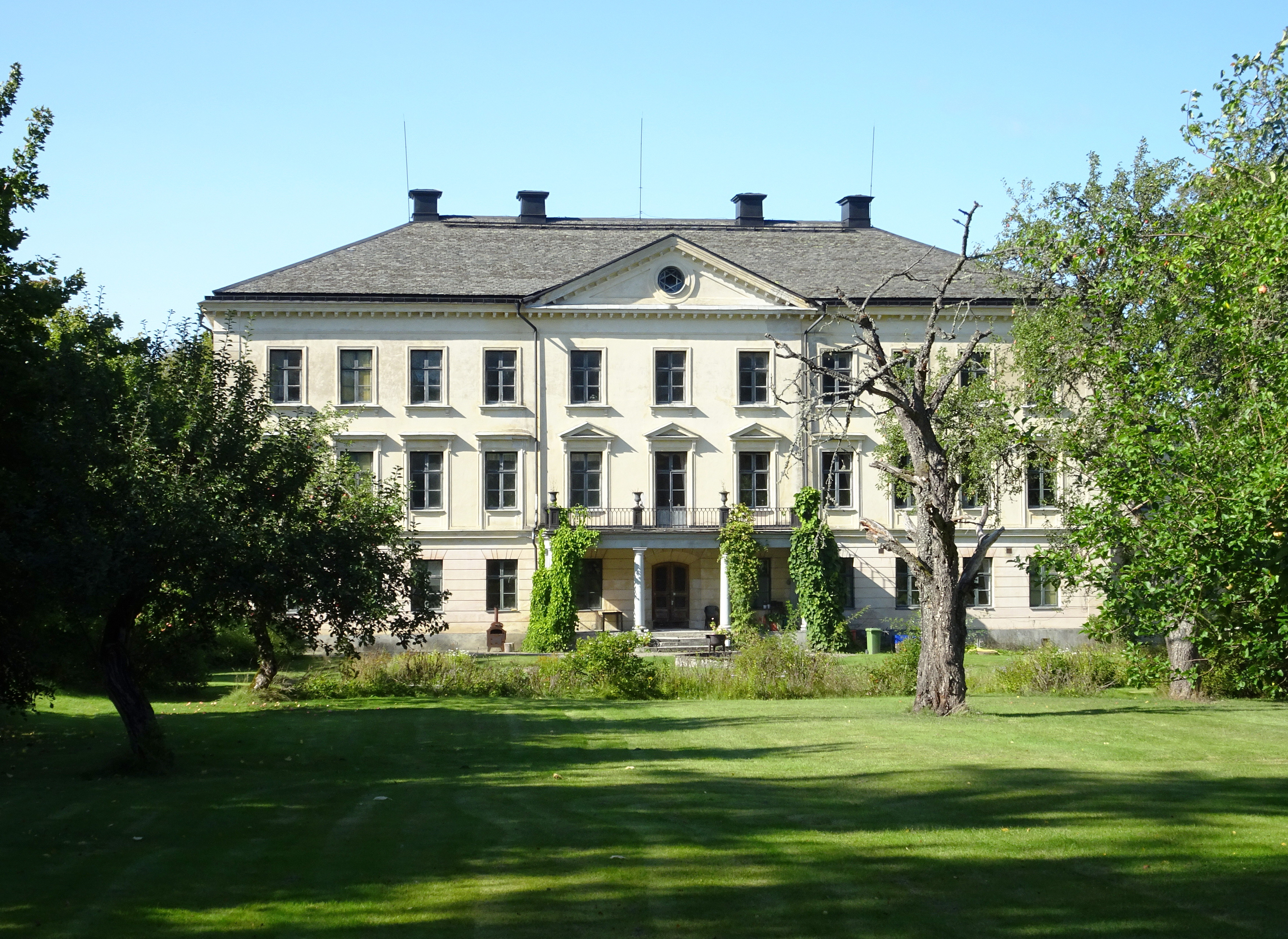
Ökna herrgård, huvudbyggnaden från sydost, 2020.

Ökna är ett gods och ett tidigare säteri i Floda socken, Katrineholms kommun, Södermanland. Ökna ligger vid sjön Flodens södra sida, cirka 12 kilometer nordost om Katrineholm. Öknas historia går tillbaka till början av 1300-talet. Sedan 1842 ägs gården av släkten Åkerhielm och deras ättlingar.

## Historik

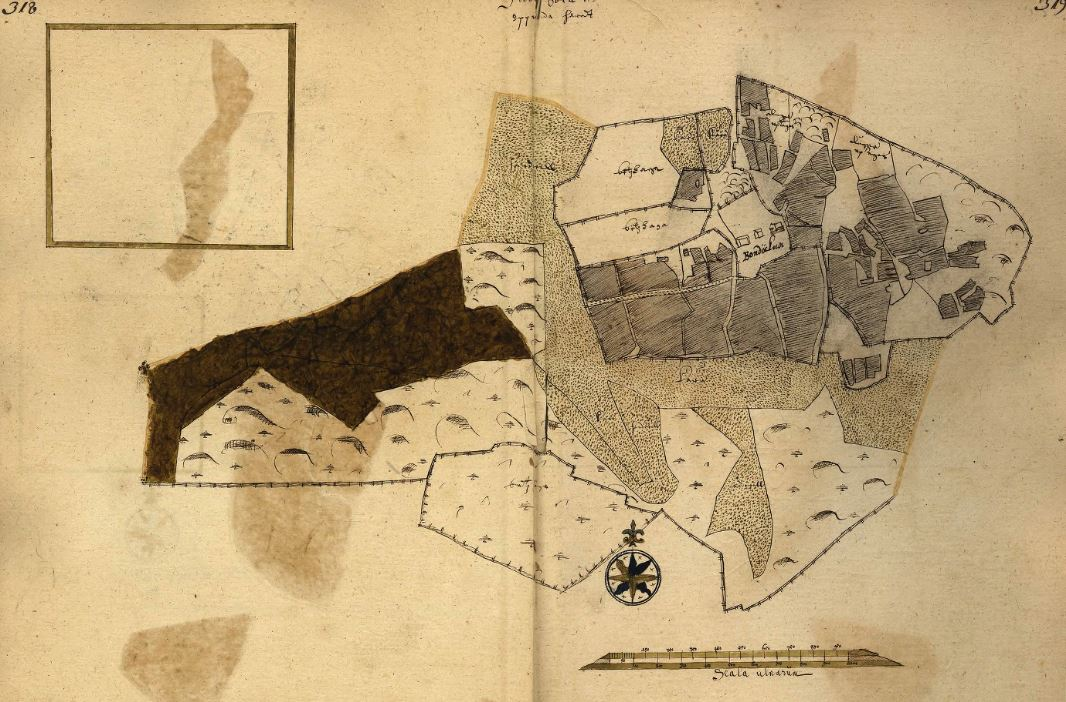
Öknas ägor 1636.

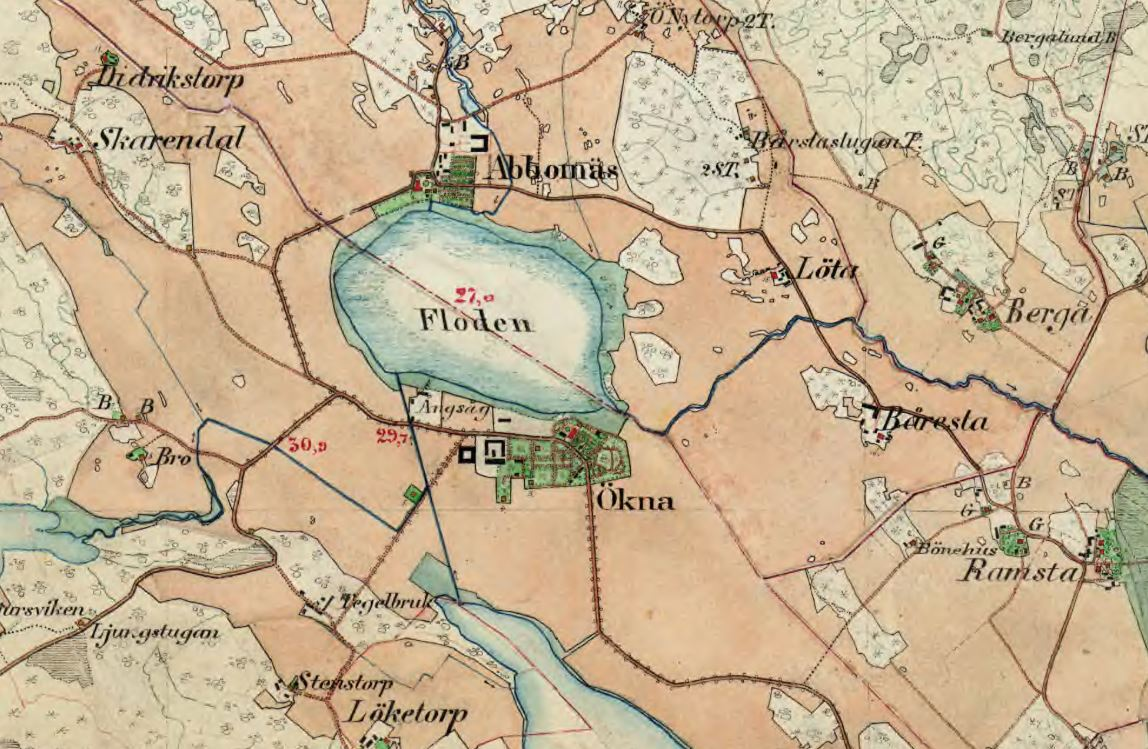
Ökna och Abbotnäs, 1890-tal.

Ökna är tidigast omnämnt 1319 i Julita klosters handlingar beträffande en gränstvist. Äldste kände ägaren var då Ulf. Han efterträddes av Knut Ödhingsson (Öndersson, omnämnt 1368), stamfar till släkten Lillie af Ökna, som innehade godset fram till 1623. Ökna kom därefter genom gifte till norrmannen, kapten Henrik Månesköld till släkten Månesköld af Norge och sedermera till släkten Ulfsparre.
På 1690-talet köptes Ökna av generalen Jakob Spens. Egendomen såldes sedan från denna släkt 1774 till kammarherre Carl Gustaf Wattrang (1724-1796) av adelsätten Wattrang. Efter dennes yngste son Johan Gustaf Wattrangs död 1827 tillföll Ökna släkten Bonde af Björnö. Wattrangarna bodde dock inte på Ökna utan närmare Stockholm på sitt gods Sandemar slott i Österhaninge socken. Inte heller Bondarna hade Ökna som huvudsäte utan Hörningsholms slott i Mörkö socken. 1842 sålde greve Gustaf Ulf Bonde Ökna till landshövdingen Carl Åkerhielm af Margrethelund. 
Medan tidigare ägare var bosatta på andra, förnämare herresäten började under Åkerhielm en ny epok för Ökna. Han bosatte sig med familjen på godset, ökade den produktiva marken och därmed avkastningen. Han lät uppföra nya ekonomibyggnader för en utökad kreatursbesättning, anskaffade en ångmaskin för tröskningen och anlade ett tegelbruk. Under honom fick corps de logi även dagens utseende och Ökna blev en av Södermanlands modernaste och mest effektiva gårdar.
Efter Carl Åkerhielms död 1879 ärvdes Ökna av Åkerhielms änka, Aurora Charlotta Skjöldebrand, som behöll gården till 1880 då sonen ryttmästaren och kammarherren Carl Gustaf Åkerhielm köpte egendomen. Han var sedan 1881 gift med friherrinnan Ingeborg Åkerhielm, född Bonde från Ericsbergs slott. Vid Carl Gustaf Åkerhielms död 1903 ärvdes Ökna av hans änka och deras barn Jan-Carl Åkerhielm och Helene Cronhielm. 1927 blev Helene Cronhielms dotter, grevinnan Maud Törneros, född Cronhielm af Hakunge ägare som överlät godset till sina fem barn vilka fortfarande stod som ägare i slutet av 1960-talet.  Idag ägs Ökna gods av familjen Fröberg, ättlingar till framlidna Maud Törneros. 2019 övertog Lars Magnus Filip Fröberg (född 1964) fastigheten från Birgitta Ingeborg Elisabet Fröberg och Lars Gustaf Fröberg.

## Bebyggelsen

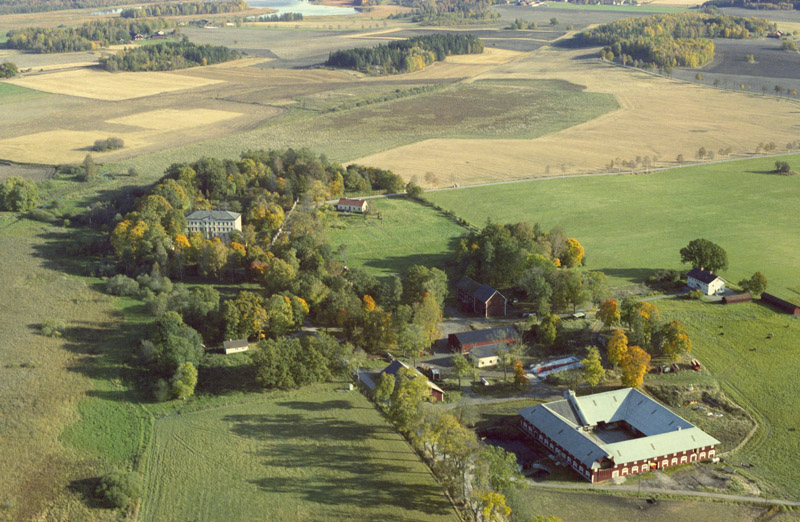
Flygbild från 1991 över herrgård och ekonomibyggnader. Ladugårdsfyrkanten existerar inte längre.

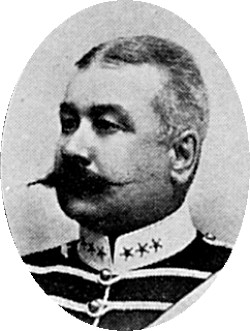
C.G. Åkerhielm.

Nuvarande huvudbyggnadens föregångare började anläggas på 1720-talet under Carl Gustaf Spens tid och fullföljdes av hans son Fredrik Gustaf på 1750-talet. Från deras tid återstår numera den södra av de båda flyglarna som Carl Gustaf Spens lät uppföra och en del av den magnifika stenmuren som ursprungligen inhägnade huvudbebyggelsen och den vidsträckta trädgården. 
Muren är unik och enligt kulturhistoriker och landskapsantikvarien Ivar Schnell kan inget annat svenskt landskap uppvisa något liknande. Den består av putsad sten med bågformiga öppningar som stängs av träsjälar. Med jämna mellanrum och för att uppta höjdskillnader avbryts muren av lyktkrönta pelare. Ursprungligen var muren spåntäckt, idag är den plåttäckt. 
Dagens corps de logi är en slottsliknade byggnad med tre våningar innehållande 40 rum. Huvudvåningen ligger en trappa upp. Huset fick sin nuvarande form och exteriör genom en om- och tillbyggnad år 1862 då Carl Gustaf Åkerhielm var ägare. Bland annat förlängdes byggnaden och höjdes med en våning. Åkerhielm lät även riva en av de båda flygelbyggnader som tillkom under Carl Gustaf Spens tid. Sedan 1980-talet stod huvudbyggnaden obebodd. Under nuvarande ägaren, familjen Fröberg, påbörjades 2019 renoveringen av en våning på nedre plan.
Gårdens ekonomibyggnader ligger i en grupp på ladugårdsbacken väster om huvudbebyggelsen. Den stora ladugårdsfyrkanten från Åkerhielms tid som syns på ett flygfotografi från 1991 existerar inte längre, den är ersatt av en mindre ladugårdslänga.

## Historiska areal

Topographiska Charta uthaf Sætesgården ÖKNA med thes underliggande, 1746.

År 1922 omfattade Ökna med underlydande 11 ³/₄ mantal med 2 708 hektar areal varav drygt 593 hektar åker och 2 115 hektar skog och äng. Ägorna sträckte sig söder om sjön Floden i nordvästlig riktning. Även tegelbruk och ångsåg hörde till godset vid denna tidpunkt. Taxeringsvärdet var samma år 791 700 kronor. År 1932 uppgick egendomens areal till 2 702 hektar, varav 538 hektar bestod av åker. 1968 var taxeringsvärdet 2 716 900 kronor.

## Bilder

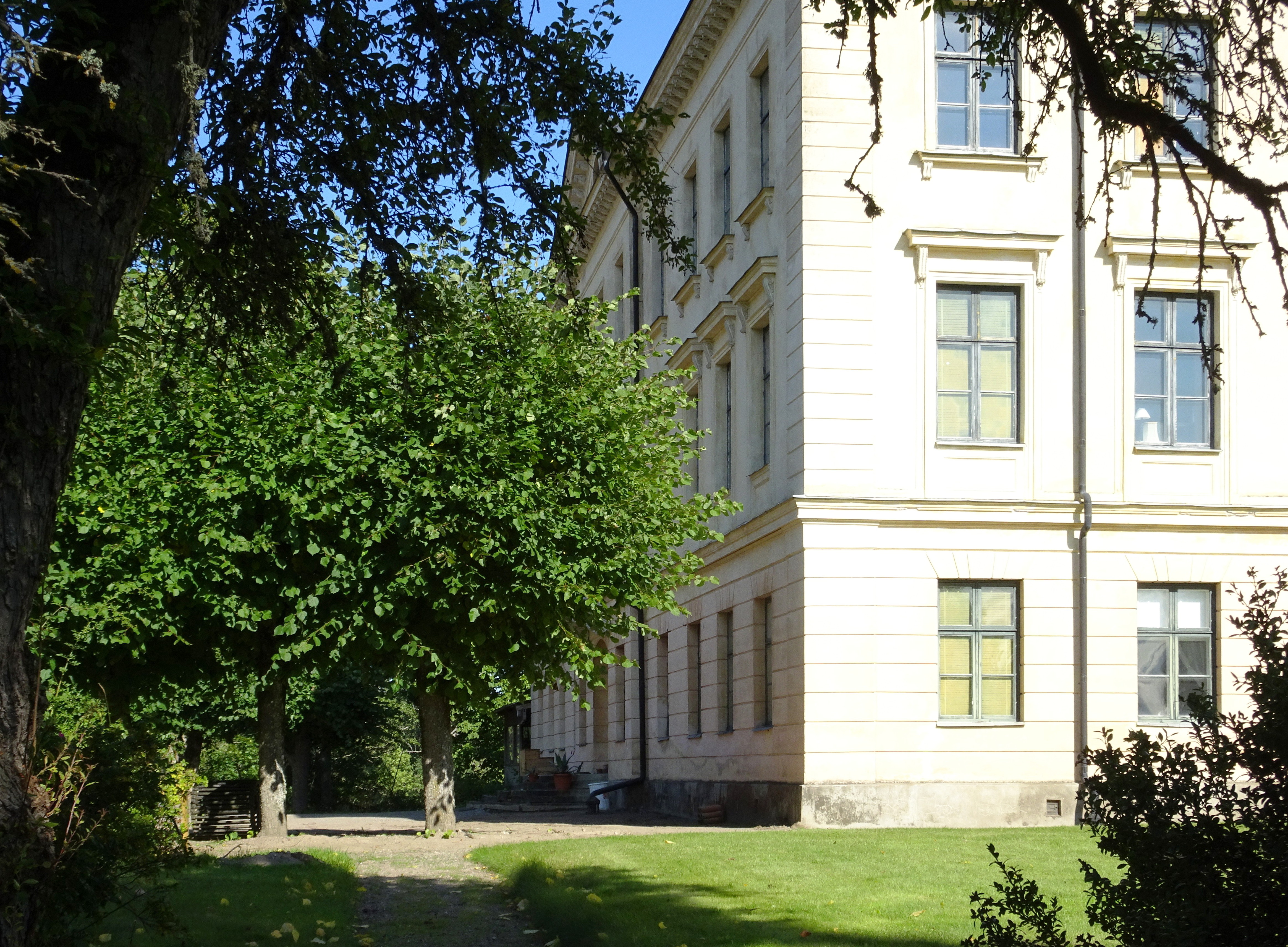
Huvudbyggnaden från sydväst.
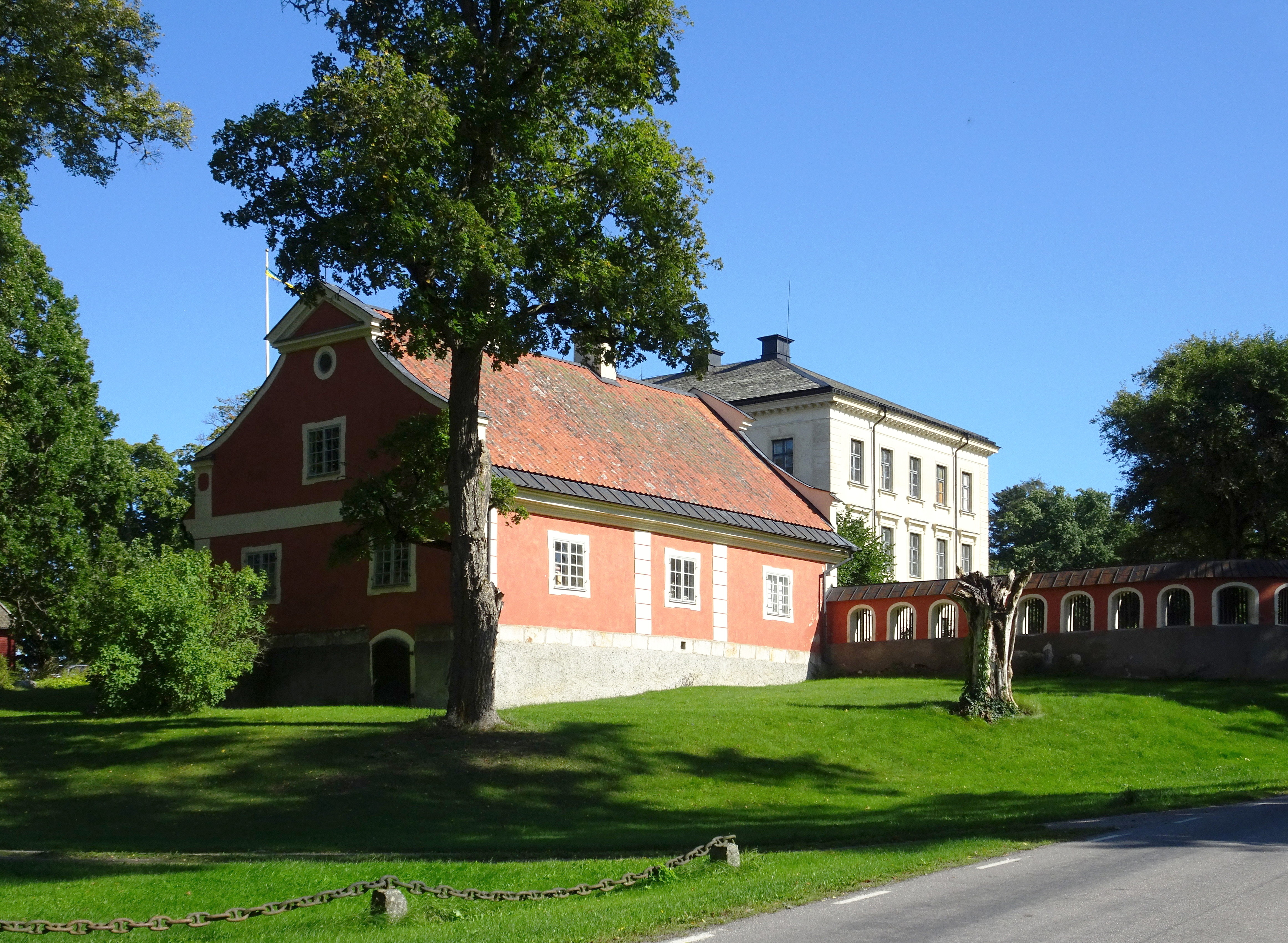
Flygeln från söder med huvudbyggnaden i bakgrunden.
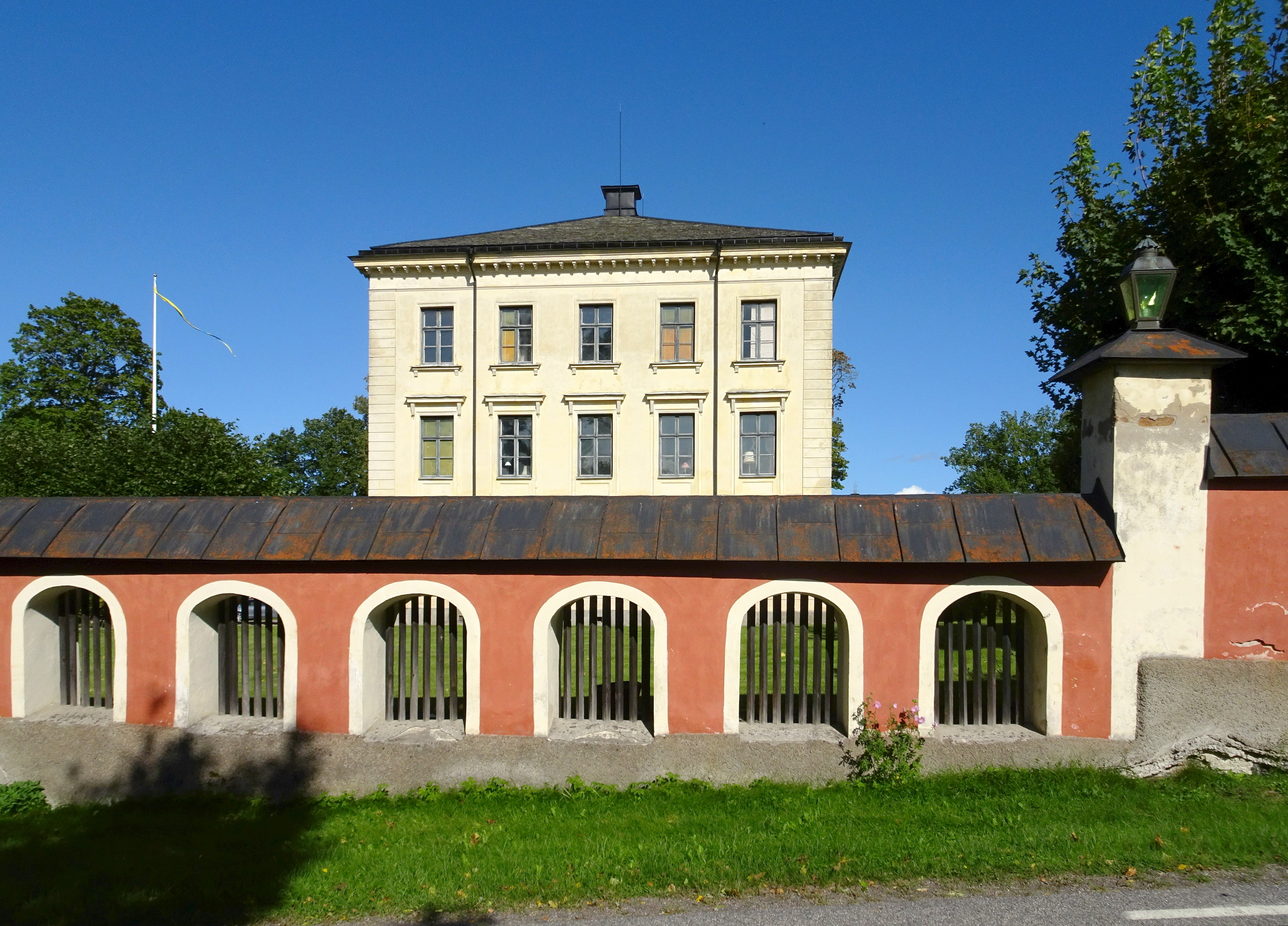
Muren och huvudbyggnadens sydvästra gavel.
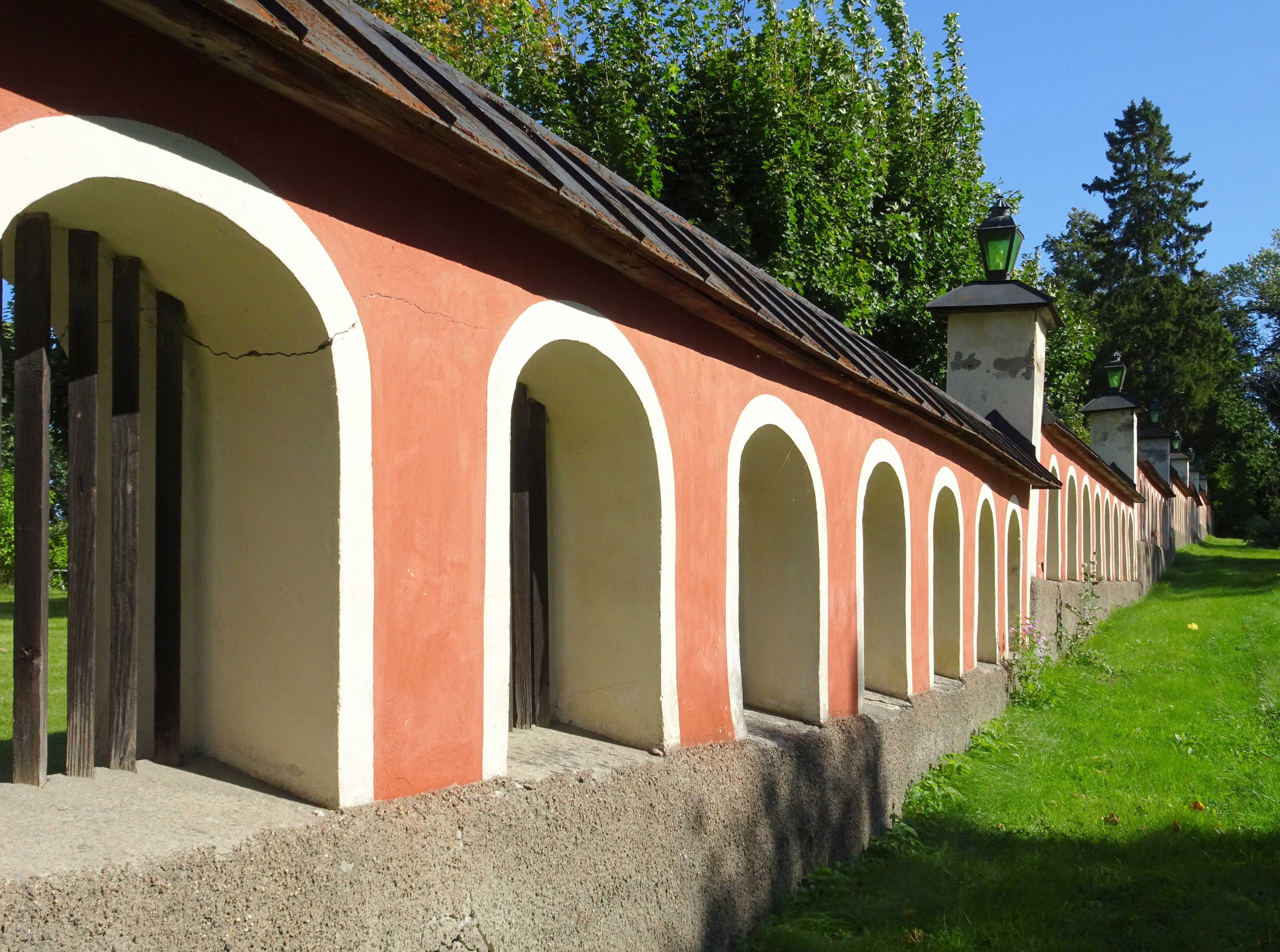
Muren mot sydost.

## Ägare
- 1319: Ulf
- 1368: Knut Ödhinsson
- 1400: Önder Knutsson
- 1400-talet: Lars Öndersson
- 1478: Anders Larsson
- 1523: Knut Andersson
- 1583: Knut Knutsson Lillie
- 1596: Knut Lillie
- 1625: Märta Lillie
- 1651: Elisabet Månesköld
- 1685: Måns Ulfsparre
- 1690-tal: Jacob Spens
- 1721: Carl Gustaf Spens
- 1751: Gustaf Spens
- 1774: Carl Gustaf Wattrang
- 1796: Johan Gustaf Wattrang
- 1838: Gustaf Ulf Bonde

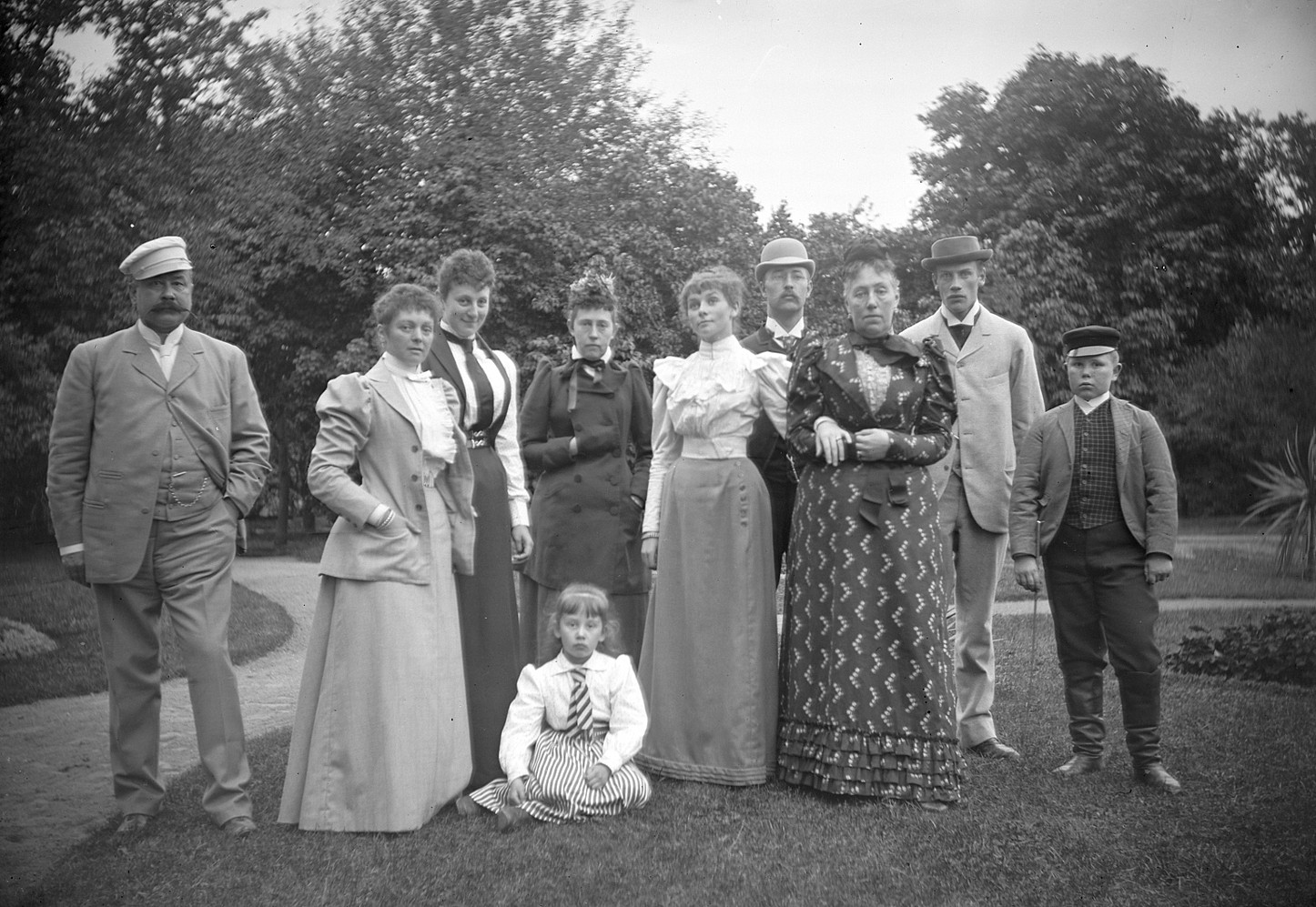
Ökna herrgård, gruppbild. Längst till vänster står Carl Gustaf Åkerhielm, flickan som sitter i gräset är Helene och bakom henne står modern Ingeborg. Sonen Carl står längst till höger. Fotografiet är taget på Carls 11-årsdag den 27 juni 1893.

- 1842: Johan Carl Åkerhielm af Margrethelund
- 1879: Carl Gustaf Åkerhielm
- 1903: Ingeborg Åkerhielm och hennes barn Carl och Helene
- 1927: Maud Törneros, född Cronhielm
- Nuvarande ägare: Familjen Fröberg